# Walter Beringer
Walter Beringer (* 25. Februar 1928 in Darmstadt; † 23. März 2016 in Nelson, British Columbia) war ein kanadischer Althistoriker deutscher Herkunft.

## Leben
Walter Beringer, Sohn eines Pfarrers, besuchte die Volksschule in Schaafheim und die Gymnasien zu Darmstadt und Heidelberg. Von Januar 1944 bis Januar 1945 war er Luftwaffenhelfer. Nach dem Abitur 1947 studierte er Evangelische Theologie an der Universität Heidelberg und an der Kirchlichen Hochschule Bethel. Nach vier Semestern wechselte er an die Universität zu Köln, wo er Klassische Philologie und Alte Geschichte studierte. Sein Mentor wurde der Althistoriker Lothar Wickert. Nach einigen Semestern an der Universität Frankfurt am Main ging er an die Universität Tübingen, wo er 1956 bei Joseph Vogt mit einer Dissertation zur griechischen Sozialgeschichte promoviert wurde. Für das akademische Jahr 1956/1957 erhielt er ein Stipendium des British Council. Im Sommer 1957 kehrte er nach Tübingen zurück und arbeitete als Wissenschaftlicher Assistent am Historischen Seminar. 1958 legte er das Staatsexamen für das Höhere Lehramt in den Fächern Latein, Griechisch und Evangelische Religionslehre ab.
Während seiner Zeit als Assistent verbrachte Beringer das akademische Jahr 1962/1963 an der University of Illinois at Urbana-Champaign und absolvierte ein Graduiertenstudium zu mykenischer Epigraphik (Linear B) und zu seinem Spezialgebiet, der frühgriechischen Sozialgeschichte. Anschließend nahm er eine befristete Stelle als Visiting Assistant Professor an der University of California, Berkeley an, die er bis zum Sommer 1965 innehatte. Seit dem 1. Juli 1965 wirkte er an der York University in Toronto als Assistant Professor. Am 30. Juni 1993 trat er in den Ruhestand und zog nach Nelson (British Columbia) um. Dort verstarb er am 23. März 2016.
Neben der akademischen Lehre beschäftigte sich Beringer in seiner Forschungsarbeit mit der frühgriechischen Sozialgeschichte. Neben seiner Tübinger Dissertation Studien zum Bild von unfreien Menschen in der griechischen Literatur von den Anfängen bis zum Ende des klassischen Dramas veröffentlichte er Aufsätze und Rezensionen in deutscher und englischer Sprache. Bereits 1954, noch als Student, hatte er den umfangreichen Artikel Princeps iuventutis in Paulys Realencyclopädie der classischen Altertumswissenschaft veröffentlicht.

## Schriften (Auswahl)
- Studien zum Bild von unfreien Menschen in der griechischen Literatur von den Anfängen bis zum Ende des klassischen Dramas, phil. Diss. Tübingen 1956.